# Malory School
Pour les articles homonymes, voir Malory.
Malory School (titre original : Malory Towers, littéralement : Les Tours Malory), est une série de six romans pour la jeunesse écrite par Enid Blyton — la créatrice du Club des cinq — et parue au Royaume-Uni de 1946 à  en 1951, et en France de 1971 à 1975 aux éditions Hachette dans la collection Bibliothèque rose. 
En 2009, l’auteur Pamela Cox écrit six volumes supplémentaires qui n'ont pas été traduits en France. Les six titres d'Enid Blyton seront réédités en France à partir de 2012, sous de nouveaux titres et toujours dans la collection Bibliothèque rose (section "Classiques de la rose"). 
Moins connue que Le Club des Cinq, l'action de Malory School se situe dans une pension anglaise pour jeunes filles : chaque roman relate les préoccupations des jeunes élèves, entre jalousies, amitiés et vie au pensionnat. L'héroïne principale est Dolly Rivers, selon certains une projection de Blyton elle-même : « Pour autant, jamais Enid Blyton n'a poussé aussi loin l'analyse des caractères humains. Et pour cause : l'héroïne de la série, Dolly Rivers (Darrell Rivers en VO), est une projection d'Enid Blyton elle-même, dont le second mari s'appelait Darrell Waters. »

## Traduction et éditions françaises
La série est publiée en français pour la première fois entre 1971 et 1975. Comme il était de coutume, pour la traduction des romans pour la jeunesse de l'époque, les prénoms des personnages sont presque tous changés, et le fond est légèrement adapté. Néanmoins, Malory School est considérée comme l'une des œuvres les plus accomplies de Blyton.[réf. nécessaire]
La série est rééditée en 1993 ; seul le cinquième volume sera rebaptisé à cette occasion. 
En 2009, l’auteur Pamela Cox écrit six volumes supplémentaires, inédits en France.  
Les romans originaux d'Enid Blyton seront réédités en France à partir de 2012. 

## Parution à l'étranger
En Allemagne, où la série est très populaire, douze nouveaux romans ont été imaginés et écrits par Rosemarie von Schach mais publiés sous le nom d'Enid Blyton. Suite de la 1re série originale, ces romans relatent la vie des personnages principaux au sortir du pensionnat (mariage, métier, etc.)

## Controverse
Une controverse naquit en Amérique autour des rapports entre les jeunes filles de Malory. À la suite de cette controverse, certaines écoles préférèrent retirer de leur étagères les volumes Malory, les jugeant trop inclinés vers l'homo-érotisme.[réf. nécessaire]

## Les personnages
Le grand nombre des personnages de Malory rend difficile leur citation exhaustive.
 
Voici quelques-uns des personnages principaux :
Les élèves
- Dolly Rivers (Darrell Rivers en VO), l'héroïne. Chef de classe, franche, intelligente et décidée, elle a toutes les qualités. Enfin presque : ses accès de colère peuvent la rendre méconnaissable.
- Felicité Rivers (Felicity Rivers en VO), la plus jeune sœur de Dolly Rivers.
- Édith Hope (Sally Hope en VO), sa meilleure amie. D'un naturel solitaire et mystérieux, elle sait aussi se montrer sociable et même expansive.
- Mary-Lou (idem en VO), la plus jeune de la bande. Elle est douce, discrète, serviable (parfois trop).
- Géraldine Johns (Alicia Johns en VO), la comique de la classe, meneuse, effrontée c'est la spécialiste du canular.
- Brigitte Mary Lacey (Gwendoline Mary Lacey en VO), paresseuse et vaniteuse.
- Irène (idem en VO), douée en mathématiques et en musique mais très étourdie.
- Bella Morris (Belinda Morris en VO), très douée en dessin, c'est la meilleure amie d'Irène et aussi étourdie qu'elle.
- Dany Turner (Daphne Millicent Turner en VO), elle devient la meilleure amie de Mary-Lou.
- Muriel Wilson (Ellen Wilson en VO), boursière.
- Alexandra, dite Alex, personnage ambigu[1].

Enseignants et personnel de Malory School
- Mme Grayling, la directrice. Tenant à la réputation de son établissement, elle a pour but de former des élèves intelligentes et indépendantes.
- Mme Walter, infirmière rondelette responsable de la tour du nord. Elle dorlote les enfants malades.
- Miss Potts, professeur de mathématiques (division)
- Mam'zelle Rougier, enseignante (Français).
- Mam'zelle Dupont, enseignante (français)
- Miss Campton (histoire)
- Miss Lindsay (dessin)
- Mr. Young (musique)

## Liste des titres

### Série originale d'Enid Blyton
- Les Filles de Malory School (1971)

- Sauvetage à Malory School (1971)

- Un cheval à Malory School (1972)

- Réveillon à Malory School (1974)

- Du théâtre à Malory School (1974)

- Adieu à Malory School (1975)

Ces six volumes ont été réédités à partir de 2012 sous de nouveaux titres:
- La Rentrée (2012)

- La Tempête (2012)

- Un pur-sang en danger (2013)

- La Fête secrète (2013)

- La Pièce de théâtre (2014)

- Les Adieux (2014)

## Adaptation à la télévision
- 2020-présent : Malory Towers, série anglo-canadienne en 13 épisodes (production toujours en cours).

## Sources
- Bibliothèque nationale de France (pour la bibliographie)
- (en) The Enid Blyton Society: Malory Towers
- (fr) Site d'un passionné